# بنوآ دائنینک
بنوآ دائنینک (فرانسوی: Benoît Daeninck‎؛ زادهٔ ۲۷ دسامبر ۱۹۸۱) دوچرخه‌سوار اهل فرانسه است.
از باشگاه‌هایی که در آن رکاب زده‌است می‌توان به روبه–لیل متروپول اشاره کرد.